# ایهاب بوسیفی
ایهاب بوسیفی (عربی: إيهاب البوسيفي؛ زادهٔ ۲۳ ژوئن ۱۹۸۵) بازیکن فوتبال اهل لیبی است.
از باشگاه‌هایی که در آن بازی کرده‌است می‌توان به باشگاه فوتبال النصر عربستان سعودی و باشگاه فوتبال الاتحاد اشاره کرد.
وی همچنین در تیم ملی فوتبال لیبی بازی کرده‌است.